# هکس (فیلم ۱۹۹۷)
هکس (به انگلیسی: Hacks) یا پیچ و تاب بزرگ (به انگلیسی: The Big Twist) فیلمی محصول سال ۱۹۹۷ و به کارگردانی گری روسن است. در این فیلم بازیگرانی همچون استیون ری، ایلیانا داگلاس، جان ریتر، دیو فولی، ریچارد کایند، داستی کی، رابرت پاتریک، تام آرنولد، رایان اونیل، جیسون پریستلی، الیویا دابو، باب ادنکیرک و لیسا کودرو ایفای نقش کرده‌اند.